# Фрайлассінг
Фрайлассінг (нім. Freilassing) — місто в Німеччині, знаходиться в землі Баварія. Підпорядковується адміністративному округу Верхня Баварія. Входить до складу району Берхтесґаден.
Площа — 14,79 км2. Населення становить 17 289 ос. (станом на 31 грудня 2020).